# NBA Playoffs 2012
Gli NBA Playoffs 2012 sono iniziati il 28 aprile e si sono conclusi il 22 giugno. Il titolo è andato ai Miami Heat, vincenti per 4-1 sui Oklahoma City Thunder.

## Formato
Il formato è identico all'edizione precedente.
- Sono qualificate 16 squadre, 8 per ciascuna delle due Conference: Eastern Conference e Western Conference. Per ogni Conference accedono automaticamente ai playoff le squadre vincitrici di ciascuna delle 3 Division, più la migliore seconda; le altre 4 squadre sono quelle meglio classificate nella Conference.
- Tutti gli incontri si giocano al meglio delle 7 partite; la squadra meglio classificata in stagione regolare giocherà in casa: gara-1, gara-2, gara-5 e gara-7. Fa eccezione la serie finale: la squadra meglio classificata gioca in casa gara-1, gara-2, gara-6 e gara-7.

## Squadre qualificate

### Eastern Conference
1. Chicago Bulls
2. Miami Heat
3. Indiana Pacers
4. Boston Celtics
5. Atlanta Hawks
6. Orlando Magic
7. N.Y. Knicks
8. Philadelphia 76ers

### Western Conference
1. San Antonio Spurs
2. Oklahoma Thunder
3. L.A. Lakers
4. Memphis Grizzlies
5. L.A. Clippers
6. Denver Nuggets
7. Dallas Mavericks
8. Utah Jazz

## Tabellone
|  | Primo turno | Primo turno         | Primo turno        |                    |                    | Semifinali di conference | Semifinali di conference | Semifinali di conference |  |   | Finali di conference | Finali di conference | Finali di conference |  |    | Finale NBA         | Finale NBA | Finale NBA |
|  |             |                     |                    |                    |                    |                          |                          |                          |  |   |                      |                      |                      |  |    |                    |            |            |
|  | 1           | San Antonio Spurs * | 4                  |                    |                    |                          |                          |                          |  |   |                      |                      |                      |  |    |                    |            |            |
|  | 8           | Utah Jazz           | 0                  |                    |                    |                          |                          |                          |  |   |                      |                      |                      |  |    |                    |            |            |
|  | 8           | Utah Jazz           | 0                  |                    | 1                  | San Antonio Spurs *      | 4                        |                          |  |   |                      |                      |                      |  |    |                    |            |            |
|  |             |                     |                    |                    | 1                  | San Antonio Spurs *      | 4                        |                          |  |   |                      |                      |                      |  |    |                    |            |            |
|  |             | 5                   | L.A. Clippers      | 0                  |                    |                          |                          |                          |  |   |                      |                      |                      |  |    |                    |            |            |
|  | 4           | 5                   | L.A. Clippers      | 0                  | Memphis Grizzlies  | 3                        |                          |                          |  |   |                      |                      |                      |  |    |                    |            |            |
|  | 4           |                     |                    |                    | Memphis Grizzlies  | 3                        |                          |                          |  |   |                      |                      |                      |  |    |                    |            |            |
|  | 5           | L.A. Clippers       | 4                  |                    |                    |                          |                          |                          |  |   |                      |                      |                      |  |    |                    |            |            |
|  | 5           | L.A. Clippers       | 4                  |                    |                    |                          |                          |                          |  | 1 | San Antonio Spurs *  | 2                    |                      |  |    |                    |            |            |
|  |             |                     |                    | Western Conference |                    |                          |                          |                          |  | 1 | San Antonio Spurs *  | 2                    |                      |  |    |                    |            |            |
|  |             | 2                   | Oklahoma Thunder * | 4                  |                    |                          |                          |                          |  |   |                      |                      |                      |  |    |                    |            |            |
|  | 3           | 2                   | Oklahoma Thunder * | 4                  | L.A. Lakers *      | 4                        |                          |                          |  |   |                      |                      |                      |  |    |                    |            |            |
|  | 3           |                     |                    |                    | L.A. Lakers *      | 4                        |                          |                          |  |   |                      |                      |                      |  |    |                    |            |            |
|  | 6           | Denver Nuggets      | 3                  |                    |                    |                          |                          |                          |  |   |                      |                      |                      |  |    |                    |            |            |
|  | 6           | Denver Nuggets      | 3                  |                    | 3                  | L.A. Lakers *            | 1                        |                          |  |   |                      |                      |                      |  |    |                    |            |            |
|  |             |                     |                    |                    | 3                  | L.A. Lakers *            | 1                        |                          |  |   |                      |                      |                      |  |    |                    |            |            |
|  |             | 2                   | Oklahoma Thunder * | 4                  |                    |                          |                          |                          |  |   |                      |                      |                      |  |    |                    |            |            |
|  | 2           | 2                   | Oklahoma Thunder * | 4                  | Oklahoma Thunder * | 4                        |                          |                          |  |   |                      |                      |                      |  |    |                    |            |            |
|  | 2           |                     |                    |                    | Oklahoma Thunder * | 4                        |                          |                          |  |   |                      |                      |                      |  |    |                    |            |            |
|  | 7           | Dallas Mavericks    | 0                  |                    |                    |                          |                          |                          |  |   |                      |                      |                      |  |    |                    |            |            |
|  | 7           | Dallas Mavericks    | 0                  |                    |                    |                          |                          |                          |  |   |                      |                      |                      |  | W2 | Oklahoma Thunder * | 1          |            |
|  |             |                     |                    |                    |                    |                          |                          |                          |  |   |                      |                      |                      |  | W2 | Oklahoma Thunder * | 1          |            |
|  |             | E2                  | Miami Heat *       | 4                  |                    |                          |                          |                          |  |   |                      |                      |                      |  |    |                    |            |            |
|  | 1           | E2                  | Miami Heat *       | 4                  | Chicago Bulls *    | 2                        |                          |                          |  |   |                      |                      |                      |  |    |                    |            |            |
|  | 1           |                     |                    |                    | Chicago Bulls *    | 2                        |                          |                          |  |   |                      |                      |                      |  |    |                    |            |            |
|  | 8           | Philadelphia 76ers  | 4                  |                    |                    |                          |                          |                          |  |   |                      |                      |                      |  |    |                    |            |            |
|  | 8           | Philadelphia 76ers  | 4                  |                    | 8                  | Philadelphia 76ers       | 3                        |                          |  |   |                      |                      |                      |  |    |                    |            |            |
|  |             |                     |                    |                    | 8                  | Philadelphia 76ers       | 3                        |                          |  |   |                      |                      |                      |  |    |                    |            |            |
|  |             | 4                   | Boston Celtics *   | 4                  |                    |                          |                          |                          |  |   |                      |                      |                      |  |    |                    |            |            |
|  | 4           | 4                   | Boston Celtics *   | 4                  | Boston Celtics *   | 4                        |                          |                          |  |   |                      |                      |                      |  |    |                    |            |            |
|  | 4           |                     |                    |                    | Boston Celtics *   | 4                        |                          |                          |  |   |                      |                      |                      |  |    |                    |            |            |
|  | 5           | Atlanta Hawks       | 2                  |                    |                    |                          |                          |                          |  |   |                      |                      |                      |  |    |                    |            |            |
|  | 5           | Atlanta Hawks       | 2                  |                    |                    |                          |                          |                          |  | 4 | Boston Celtics *     | 3                    |                      |  |    |                    |            |            |
|  |             |                     |                    | Eastern Conference |                    |                          |                          |                          |  | 4 | Boston Celtics *     | 3                    |                      |  |    |                    |            |            |
|  |             | 2                   | Miami Heat *       | 4                  |                    |                          |                          |                          |  |   |                      |                      |                      |  |    |                    |            |            |
|  | 3           | 2                   | Miami Heat *       | 4                  | Indiana Pacers     | 4                        |                          |                          |  |   |                      |                      |                      |  |    |                    |            |            |
|  | 3           |                     |                    |                    | Indiana Pacers     | 4                        |                          |                          |  |   |                      |                      |                      |  |    |                    |            |            |
|  | 6           | Orlando Magic       | 1                  |                    |                    |                          |                          |                          |  |   |                      |                      |                      |  |    |                    |            |            |
|  | 6           | Orlando Magic       | 1                  |                    | 3                  | Indiana Pacers           | 2                        |                          |  |   |                      |                      |                      |  |    |                    |            |            |
|  |             |                     |                    |                    | 3                  | Indiana Pacers           | 2                        |                          |  |   |                      |                      |                      |  |    |                    |            |            |
|  |             | 2                   | Miami Heat *       | 4                  |                    |                          |                          |                          |  |   |                      |                      |                      |  |    |                    |            |            |
|  | 2           | 2                   | Miami Heat *       | 4                  | Miami Heat *       | 4                        |                          |                          |  |   |                      |                      |                      |  |    |                    |            |            |
|  | 2           |                     |                    |                    | Miami Heat *       | 4                        |                          |                          |  |   |                      |                      |                      |  |    |                    |            |            |
|  | 7           | N.Y. Knicks         | 1                  |                    |                    |                          |                          |                          |  |   |                      |                      |                      |  |    |                    |            |            |

Legenda
- * Vincitore Division
- "Grassetto" Vincitore serie
- "Corsivo" Squadra con fattore campo

## Eastern Conference

### Primo turno

#### (1) Chicago Bulls - (8) Philadelphia 76ers
RISULTATO FINALE: 2-4
| Arbitri: | Derrick Stafford Jason Phillips Michael Smith |

|            |          |                          |
| D. Rose 23 | Punti    | E. Brand 19              |
| D. Rose 9  | Assist   | A. Iguodala, E. Turner 5 |
| J. Noah 13 | Rimbalzi | E. Brand, J. Holiday 7   |

| Arbitri: | Greg Willard Courtney Kirkland Rodney Mott |

|                        |          |                                      |
| J. Noah 21             | Punti    | J. Holiday 26                        |
| R. Hamilton, J. Noah 5 | Assist   | J. Holiday, E. Turner, L. Williams 6 |
| J. Noah 8              | Rimbalzi | L. Allen 9                           |

| Arbitri: | Joey Crawford Tony Brothers Eric Lewis |

|              |          |               |
| S. Hawes 21  | Punti    | C. Boozer 18  |
| J. Holiday 6 | Assist   | R. Hamilton 7 |
| T. Young 11  | Rimbalzi | C. Boozer 10  |

| Arbitri: | Dan Crawford Dick Bavetta Marc Davis |

|                |          |                          |
| S. Hawes 22    | Punti    | C. Boozer 23             |
| J. Holiday 6   | Assist   | C. Boozer, C.J. Watson 4 |
| A. Iguodala 12 | Rimbalzi | T. Gibson 12             |

| Arbitri: | Ken Mauer Bill Kennedy Leon Wood |

|               |          |               |
| L. Deng 24    | Punti    | J. Holiday 16 |
| C.J. Watson 7 | Assist   | J. Holiday 4  |
| C. Boozer 13  | Rimbalzi | S. Hawes 14   |

| Arbitri: | Monty McCutchen Ron Garretson Sean Wright |

|                |          |                         |
| A. Iguodala 20 | Punti    | L. Deng, R. Hamilton 19 |
| A. Iguodala 7  | Assist   | C.J. Watson 10          |
| S. Hawes 10    | Rimbalzi | L. Deng 17              |

PRECEDENTI IN REGULAR SEASON
| Regular Season 2011-12 | Chicago Bulls | 2 – 1                                                   | Philadelphia 76ers | Referto 1 - Referto 2 - Referto 3 |
| Philadelphia 76ers 98 Philadelphia 76ers 91 Chicago Bulls 89 Punti 82 Chicago Bulls 96 Chicago Bulls 80 Philadelphia 76ers |               |                                                         |                    |                                   |
| |               |                                                         |                    |                                   |
| Philadelphia 76ers 98 Philadelphia 76ers 91 Chicago Bulls 89                                                               | Punti         | 82 Chicago Bulls 96 Chicago Bulls 80 Philadelphia 76ers |                    |                                   |

PRECEDENTI NEI PLAYOFF
|  | Chicago Bulls (1990, 1991) | 2 – 0 | Philadelphia 76ers |  |

#### (2) Miami Heat - (7) New York Knicks
RISULTATO FINALE: 4-1
| Arbitri: | Dan Crawford Ed Malloy Gary Zielinski |

|               |          |               |
| L. James 32   | Punti    | J.R. Smith 17 |
| M. Chalmers 9 | Assist   | C. Anthony 3  |
| U. Haslem 8   | Rimbalzi | C. Anthony 10 |

| Arbitri: | Joey Crawford Bennie Adams Bill Spooner |

|             |          |               |
| D. Wade 25  | Punti    | C. Anthony 30 |
| L. James 9  | Assist   | B. Davis 6    |
| U. Haslem 8 | Rimbalzi | C. Anthony 9  |

| Arbitri: | Mike Callahan David Guthrie Eddie F. Rush |

|                |          |             |
| C. Anthony 22  | Punti    | L. James 32 |
| B. Davis 3     | Assist   | L. James 5  |
| T. Chandler 15 | Rimbalzi | C. Bosh 10  |

| Arbitri: | Monty McCutchen Derrick Collins Tom Washington |

|                          |          |             |
| C. Anthony 41            | Punti    | L. James 27 |
| C. Anthony, J.R. Smith 4 | Assist   | D. Wade 6   |
| A. Stoudemire 10         | Rimbalzi | C. Bosh 9   |

| Arbitri: | James Capers Jr. John Goble Greg Willard |

|             |          |                |
| L. James 29 | Punti    | C. Anthony 35  |
| L. James 7  | Assist   | M. Bibby 6     |
| L. James 8  | Rimbalzi | T. Chandler 11 |

PRECEDENTI IN REGULAR SEASON
| Regular Season 2011-12                                                                                    | Miami Heat | 3 – 0                                               | N.Y. Knicks | Referto 1 - Referto 2 - Referto 3 |
| Miami Heat 99 Miami Heat 102 New York Knicks 85 Punti 89 New York Knicks 88 New York Knicks 93 Miami Heat |            |                                                     |             |                                   |
| |            |                                                     |             |                                   |
| Miami Heat 99 Miami Heat 102 New York Knicks 85                                                           | Punti      | 89 New York Knicks 88 New York Knicks 93 Miami Heat |             |                                   |

PRECEDENTI NEI PLAYOFF
|  | Miami Heat (1997) | 1 – 3 | N.Y. Knicks (1998, 1999, 2000) |  |

#### (3) Indiana Pacers - (6) Orlando Magic
RISULTATO FINALE: 4-1
| Arbitri: | Ken Mauer David Jones Leon Wood |

|               |          |                             |
| D. West 19    | Punti    | J. Nelson, J. Richardson 17 |
| D. Collison 5 | Assist   | J. Nelson 9                 |
| R. Hibbert 13 | Rimbalzi | G. Davis 13                 |

| Arbitri: | Derrick Stafford Bill Kennedy Gary Zielinski |

|                                 |          |                                         |
| D. Granger, G. Hill, D. West 18 | Punti    | G. Davis 18                             |
| D. West 4                       | Assist   | J. Nelson, J.J. Redick, J. Richardson 3 |
| R. Hibbert 13                   | Rimbalzi | G. Davis 10                             |

| Arbitri: | Dan Crawford Bennie Adams Bill Spooner |

|                  |          |               |
| G. Davis 22      | Punti    | D. Granger 26 |
| J. Nelson 5      | Assist   | P. George 4   |
| Q. Richardson 10 | Rimbalzi | R. Hibbert 10 |

| Arbitri: | Mike Callahan Ed Malloy Violet Palmer |

|                  |          |               |
| J. Richardson 25 | Punti    | D. West 26    |
| J. Nelson 11     | Assist   | D. Collison 9 |
| G. Davis 11      | Rimbalzi | D. West 12    |

| Arbitri: | Marc Davis David Guthrie Monty McCutchen |

|               |          |              |
| D. Granger 25 | Punti    | J. Nelson 27 |
| D. Collison 6 | Assist   | J. Nelson 5  |
| D. West 8     | Rimbalzi | G. Davis 8   |

PRECEDENTI IN REGULAR SEASON
| Regular Season 2011-12 | Indiana Pacers | 1 – 3                                                                   | Orlando Magic | Referto 1 - Referto 2 - Referto 3 - Referto 4 |
| Indiana Pacers 83 Orlando Magic 85 Indiana Pacers 81 Orlando Magic 107 Punti 102 Orlando Magic 106 Indiana Pacers 85 Orlando Magic 94 Indiana Pacers |                |                                                                         |               |                                               |
| |                |                                                                         |               |                                               |
| Indiana Pacers 83 Orlando Magic 85 Indiana Pacers 81 Orlando Magic 107                                                                               | Punti          | 102 Orlando Magic 106 Indiana Pacers 85 Orlando Magic 94 Indiana Pacers |               |                                               |

PRECEDENTI NEI PLAYOFF
|  | Indiana Pacers (1994) | 1 – 1 | Orlando Magic (1995) |  |

#### (4) Boston Celtics - (5) Atlanta Hawks
RISULTATO FINALE: 4-2
| Arbitri: | Mike Callahan Marc Davis John Goble |

|              |          |                         |
| J. Smith 22  | Punti    | K. Garnett, R. Rondo 20 |
| J. Johnson 5 | Assist   | R. Rondo 11             |
| J. Smith 18  | Rimbalzi | K. Garnett 12           |

| Arbitri: | Scott Foster Ed Malloy Scott Wall |

|                        |          |              |
| J. Johnson 22          | Punti    | P. Pierce 36 |
| J. Johnson, J. Smith 5 | Assist   | K. Garnett 5 |
| J. Smith 12            | Rimbalzi | P. Pierce 14 |

| Arbitri: | Monty McCutchen Ron Garretson Zach Zarba |

|              |          |                |
| P. Pierce 21 | Punti    | J. Johnson 29  |
| R. Rondo 12  | Assist   | J. Teague 6    |
| R. Rondo 14  | Rimbalzi | M. Williams 11 |

| Arbitri: | Joey Crawford Tony Brothers Pat Fraher |

|                                 |          |             |
| P. Pierce 24                    | Punti    | J. Smith 15 |
| R. Rondo 16                     | Assist   | J. Smith 5  |
| R. Allen, B. Bass, K. Garnett 5 | Rimbalzi | J. Smith 13 |

| Arbitri: | Dan Crawford David Jones Tom Washington |

|               |          |                          |
| A. Horford 19 | Punti    | P. Pierce, K. Garnett 16 |
| J. Smith 6    | Assist   | R. Rondo 12              |
| J. Smith 16   | Rimbalzi | B. Bass, K. Garnett 7    |

| Arbitri: | Derrick Stafford Bill Kennedy Eric Lewis |

|               |          |                        |
| K. Garnett 28 | Punti    | J. Smith 18            |
| R. Rondo 8    | Assist   | J. Teague 6            |
| K. Garnett 14 | Rimbalzi | A. Horford, J. Smith 9 |

PRECEDENTI IN REGULAR SEASON
| Regular Season 2011-12                                                                                                  | Boston Celtics | 2 – 1                                                | Atlanta Hawks | Referto 1 - Referto 2 - Referto 3 |
| Atlanta Hawks 76 (1 t.s.) Boston Celtics 88 Atlanta Hawks 97 Punti 79 Boston Celtics 86 Atlanta Hawks 92 Boston Celtics |                |                                                      |               |                                   |
| |                |                                                      |               |                                   |
| Atlanta Hawks 76 (1 t.s.) Boston Celtics 88 Atlanta Hawks 97                                                            | Punti          | 79 Boston Celtics 86 Atlanta Hawks 92 Boston Celtics |               |                                   |

PRECEDENTI NEI PLAYOFF
|  | Boston Celtics (1957, 1960, 1961, 1972, 1973, 1983, 1986, 1988, 2008) | 9 – 1 | Atlanta Hawks (1958) |  |

### Semifinali

#### (2) Miami Heat - (3) Indiana Pacers
RISULTATO FINALE: 4-2
| Arbitri: | Scott Foster Tom Washington Sean Wright |

|             |          |                        |
| L. James 32 | Punti    | R. Hibbert, D. West 17 |
| L. James 5  | Assist   | D. Collison 6          |
| L. James 15 | Rimbalzi | D. West 12             |

| Arbitri: | Joey Crawford Bennie Adams Ed Malloy |

|             |          |                          |
| L. James 28 | Punti    | D. West 16               |
| L. James 5  | Assist   | D. Granger 3             |
| L. James 9  | Rimbalzi | P. George, R. Hibbert 11 |

| Arbitri: | Dan Crawford Tony Brothers John Goble |

|               |          |                |
| G. Hill 20    | Punti    | M. Chalmers 25 |
| G. Hill 5     | Assist   | M. Chalmers 5  |
| R. Hibbert 18 | Rimbalzi | R. Turiaf 8    |

| Arbitri: | Monty McCutchen Mike Callahan Bill Kennedy |

|               |          |             |
| D. Granger 20 | Punti    | L. James 40 |
| P. George 5   | Assist   | L. James 9  |
| R. Hibbert 9  | Rimbalzi | L. James 18 |

| Arbitri: | Jason Phillips Derrick Stafford Greg Willard |

|                |          |               |
| L. James 30    | Punti    | P. George 11  |
| L. James 8     | Assist   | P. George 3   |
| M. Chalmers 11 | Rimbalzi | R. Hibbert 12 |

| Arbitri: | Scott Foster Marc Davis Ken Mauer |

|              |          |            |
| D. West 24   | Punti    | D. Wade 41 |
| G. Hill 5    | Assist   | L. James 7 |
| P. George 10 | Rimbalzi | D. Wade 10 |

PRECEDENTI IN REGULAR SEASON
| Regular Season 2011-12 | Miami Heat | 3 – 1                                                            | Indiana Pacers | Referto 1 - Referto 2 - Referto 3 - Referto 4 |
| Miami Heat 118 Indiana Pacers 90 (1 t.s.) Miami Heat 93 Indiana Pacers 105 Punti 83 Indiana Pacers 105 Miami Heat 91 Indiana Pacers 90 Miami Heat |            |                                                                  |                |                                               |
| |            |                                                                  |                |                                               |
| Miami Heat 118 Indiana Pacers 90 (1 t.s.) Miami Heat 93 Indiana Pacers 105                                                                        | Punti      | 83 Indiana Pacers 105 Miami Heat 91 Indiana Pacers 90 Miami Heat |                |                                               |

PRECEDENTI NEI PLAYOFF
|  | Miami Heat | 0 – 1 | Indiana Pacers (2004) |  |

#### (4) Boston Celtics - (8) Philadelphia 76ers
RISULTATO FINALE: 4-3
| Arbitri: | Greg Willard James Capers David Jones |

|               |          |                |
| K. Garnett 29 | Punti    | A. Iguodala 19 |
| R. Rondo 17   | Assist   | A. Iguodala 6  |
| R. Rondo 12   | Rimbalzi | E. Turner 10   |

| Arbitri: | Dan Crawford Jason Phillips Michael Smith |

|               |          |               |
| R. Allen 17   | Punti    | J. Holiday 18 |
| R. Rondo 13   | Assist   | A. Iguodala 7 |
| K. Garnett 12 | Rimbalzi | S. Hawes 10   |

| Arbitri: | Derrick Stafford Mike Callahan Eric Lewis |

|              |          |               |
| T. Young 22  | Punti    | K. Garnett 27 |
| J. Holiday 9 | Assist   | R. Rondo 14   |
| E. Turner 8  | Rimbalzi | K. Garnett 13 |

| Arbitri: | Scott Foster Bill Kennedy Bill Spooner |

|                           |          |               |
| A. Iguodala, E. Turner 16 | Punti    | P. Pierce 24  |
| L. Williams 8             | Assist   | R. Rondo 15   |
| L. Allen 10               | Rimbalzi | K. Garnett 11 |

| Arbitri: | Ed Malloy Ken Mauer Rodney Mott |

|                       |          |              |
| B. Bass 27            | Punti    | E. Brand 19  |
| R. Rondo 14           | Assist   | J. Holiday 7 |
| B. Bass, K. Garnett 6 | Rimbalzi | E. Turner 10 |

| Arbitri: | Joey Crawford James Capers Ron Garretson |

|                           |          |               |
| J. Holiday 20             | Punti    | P. Pierce 24  |
| J. Holiday, L. Williams 6 | Assist   | R. Rondo 6    |
| E. Brand 10               | Rimbalzi | K. Garnett 11 |

| Arbitri: | Monty McCutchen Tony Brothers Mike Callahan |

|                         |          |                |
| K. Garnett, R. Rondo 18 | Punti    | A. Iguodala 18 |
| R. Rondo 10             | Assist   | J. Holiday 9   |
| K. Garnett 13           | Rimbalzi | T. Young 10    |

PRECEDENTI IN REGULAR SEASON
| Regular Season 2011-12 | Boston Celtics | 1 – 2                                                     | Philadelphia 76ers | Referto 1 - Referto 2 - Referto 3 |
| Philadelphia 76ers 103 Philadelphia 76ers 99 Boston Celtics 103 Punti 71 Boston Celtics 86 Boston Celtics 79 Philadelphia 76ers |                |                                                           |                    |                                   |
| |                |                                                           |                    |                                   |
| Philadelphia 76ers 103 Philadelphia 76ers 99 Boston Celtics 103                                                                 | Punti          | 71 Boston Celtics 86 Boston Celtics 79 Philadelphia 76ers |                    |                                   |

PRECEDENTI NEI PLAYOFF
|  | Boston Celtics (1953, 1957, 1959, 1961, 1965, 1966, 1968, 1969, 1981, 1985, 2002) | 11 – 8 | Philadelphia 76ers (1954, 1954, 1955, 1956, 1967, 1977, 1980, 1982) |  |

### Finale

#### (2) Miami Heat - (4) Boston Celtics
RISULTATO FINALE: 4-3
| Arbitri: | Dan Crawford Ed Malloy Jason Phillips |

|             |          |               |
| L. James 32 | Punti    | K. Garnett 23 |
| D. Wade 7   | Assist   | R. Rondo 7    |
| L. James 13 | Rimbalzi | K. Garnett 10 |

| Arbitri: | Ken Mauer James Capers Tom Washington |

|              |          |             |
| L. James 34  | Punti    | R. Rondo 44 |
| L. James 7   | Assist   | R. Rondo 10 |
| U. Haslem 11 | Rimbalzi | B. Bass 10  |

| Arbitri: | Scott Foster Mike Callahan Rodney Mott |

|               |          |               |
| K. Garnett 24 | Punti    | L. James 34   |
| R. Rondo 10   | Assist   | M. Chalmers 6 |
| K. Garnett 11 | Rimbalzi | L. James 8    |

| Arbitri: | Joey Crawford Bill Kennedy Greg Willard |

|               |          |              |
| P. Pierce 23  | Punti    | L. James 29  |
| R. Rondo 15   | Assist   | D. Wade 6    |
| K. Garnett 14 | Rimbalzi | U. Haslem 17 |

| Arbitri: | Ron Garretson Monty McCutchen Derrick Stafford |

|                        |          |               |
| L. James 30            | Punti    | K. Garnett 26 |
| D. Wade, M. Chalmers 3 | Assist   | R. Rondo 13   |
| U. Haslem 14           | Rimbalzi | K. Garnett 11 |

| Arbitri: | Dan Crawford Tony Brothers Tom Washington |

|             |          |             |
| R. Rondo 21 | Punti    | L. James 45 |
| R. Rondo 10 | Assist   | L. James 5  |
| B. Bass 7   | Rimbalzi | L. James 15 |

| Arbitri: | Joey Crawford Mike Callahan Scott Foster |

|               |          |             |
| L. James 31   | Punti    | R. Rondo 22 |
| M. Chalmers 7 | Assist   | R. Rondo 14 |
| L. James 12   | Rimbalzi | R. Rondo 10 |

PRECEDENTI IN REGULAR SEASON
| Regular Season 2011-12 | Miami Heat | 1 – 3                                                             | Boston Celtics | Referto 1 - Referto 2 - Referto 3 - Referto 4 |
| Miami Heat 115 Boston Celtics 91 Miami Heat 107 Boston Celtics 78 Punti 107 Boston Celtics 72 Miami Heat 115 Boston Celtics 66 Miami Heat |            |                                                                   |                |                                               |
| |            |                                                                   |                |                                               |
| Miami Heat 115 Boston Celtics 91 Miami Heat 107 Boston Celtics 78                                                                         | Punti      | 107 Boston Celtics 72 Miami Heat 115 Boston Celtics 66 Miami Heat |                |                                               |

PRECEDENTI NEI PLAYOFF
|  | Miami Heat (2011) | 1 – 1 | Boston Celtics (2010) |  |

## Western Conference

### Primo turno

#### (1) San Antonio Spurs - (8) Utah Jazz
RISULTATO FINALE: 4-0
| Arbitri: | Monty McCutchen Dick Bavetta Rodney Mott |

|              |          |                            |
| T. Parker 28 | Punti    | P. Millsap 20              |
| T. Parker 8  | Assist   | J. Tinsley 5               |
| T. Duncan 11 | Rimbalzi | A. Jefferson, P. Millsap 9 |

| Arbitri: | Derrick Stafford Tony Brown Bill Kennedy |

|              |          |                            |
| T. Parker 18 | Punti    | J. Howard, A. Jefferson 10 |
| T. Parker 9  | Assist   | G. Hayward 4               |
| T. Duncan 13 | Rimbalzi | E. Kanter 10               |

| Arbitri: | Ken Mauer James Capers Leon Wood |

|                                        |          |                |
| D. Harris, A. Jefferson 21             | Punti    | T. Parker 27   |
| D. Harris, G. Hayward 5                | Assist   | M. Ginóbili 10 |
| D. Favors, A. Jefferson, P. Millsap 11 | Rimbalzi | T. Splitter 8  |

| Arbitri: | Scott Foster John Goble Jason Phillips |

|                 |          |                |
| A. Jefferson 26 | Punti    | M. Ginóbili 17 |
| D. Harris 7     | Assist   | T. Parker 3    |
| P. Millsap 19   | Rimbalzi | S. Jackson 6   |

PRECEDENTI IN REGULAR SEASON
| Regular Season 2011-12 | San Antonio Spurs | 3 – 1                                                                 | Utah Jazz | Referto 1 - Referto 2 - Referto 3 - Referto 4 |
| San Antonio Spurs 104 Utah Jazz 102 San Antonio Spurs 114 Utah Jazz 91 Punti 89 Utah Jazz 106 San Antonio Spurs 104 Utah Jazz 84 San Antonio Spurs |                   |                                                                       |           |                                               |
| |                   |                                                                       |           |                                               |
| San Antonio Spurs 104 Utah Jazz 102 San Antonio Spurs 114 Utah Jazz 91                                                                             | Punti             | 89 Utah Jazz 106 San Antonio Spurs 104 Utah Jazz 84 San Antonio Spurs |           |                                               |

PRECEDENTI NEI PLAYOFF
|  | San Antonio Spurs (2007) | 1 – 3 | Utah Jazz (1994, 1996, 1998) |  |

PRECEDENTI NEI PLAYOFF ABA
|  | Dallas Chaparrals | 0 – 3 | Utah Stars (1970, 1971, 1972) |  |

#### (2) Oklahoma City Thunder - (7) Dallas Mavericks
RISULTATO FINALE: 4-0
| Arbitri: | Joey Crawford Tony Brothers David Guthrie |

|                 |          |                     |
| R. Westbrook 28 | Punti    | D. Nowitzki 25      |
| R. Westbrook 5  | Assist   | J. Kidd, J. Terry 5 |
| K. Perkins 8    | Rimbalzi | S. Marion 8         |

| Arbitri: | Ken Mauer James Capers Zach Zarba |

|                 |          |                |
| R. Westbrook 29 | Punti    | D. Nowitzki 31 |
| J. Harden 5     | Assist   | J. Kidd 7      |
| K. Durant 10    | Rimbalzi | S. Marion 8    |

| Arbitri: | Greg Willard Marc Davis David Jones |

|                |          |              |
| D. Nowitzki 17 | Punti    | K. Durant 31 |
| J. Terry 6     | Assist   | K. Durant 6  |
| S. Marion 10   | Rimbalzi | S. Ibaka 11  |

| Arbitri: | Scott Foster Bill Spooner Sean Wright |

|                |          |                |
| D. Nowitzki 34 | Punti    | J. Harden 29   |
| J. Kidd 8      | Assist   | R. Westbrook 6 |
| V. Carter 8    | Rimbalzi | K. Durant 11   |

PRECEDENTI IN REGULAR SEASON
| Regular Season 2011-12 | Oklahoma Thunder | 3 – 1                                                                                      | Dallas Mavericks | Referto 1 - Referto 2 - Referto 3 - Referto 4 |
| Oklahoma City Thunder 104 Dallas Mavericks 100 Dallas Mavericks 86 Oklahoma City Thunder 95 Punti 102 Dallas Mavericks 87 Oklahoma City Thunder 95 Oklahoma City Thunder 91 Dallas Mavericks |                  |                                                                                            |                  |                                               |
| |                  |                                                                                            |                  |                                               |
| Oklahoma City Thunder 104 Dallas Mavericks 100 Dallas Mavericks 86 Oklahoma City Thunder 95                                                                                                  | Punti            | 102 Dallas Mavericks 87 Oklahoma City Thunder 95 Oklahoma City Thunder 91 Dallas Mavericks |                  |                                               |

PRECEDENTI NEI PLAYOFF
|  | Oklahoma Thunder (1987) | 1 – 2 | Dallas Mavericks (1984, 2011) |  |

#### (3) Los Angeles Lakers - (6) Denver Nuggets
RISULTATO FINALE: 4-3
| Arbitri: | Scott Foster Derrick Collins Ron Garretson |

|              |          |                        |
| K. Bryant 31 | Punti    | D. Gallinari 19        |
| P. Gasol 8   | Assist   | A. Miller 7            |
| A. Bynum 13  | Rimbalzi | K. Faried, A. Miller 8 |

| Arbitri: | Monty McCutchen Pat Fraher Tom Washington |

|                      |          |              |
| K. Bryant 38         | Punti    | T. Lawson 25 |
| P. Gasol 5           | Assist   | A. Miller 8  |
| P. Gasol, J. Hill 10 | Rimbalzi | K. Faried 10 |

| Arbitri: | Dan Crawford Jason Phillips Michael Smith |

|                        |          |                          |
| T. Lawson 25           | Punti    | K. Bryant 22             |
| T. Lawson 7            | Assist   | K. Bryant, R. Sessions 6 |
| K. Faried, J. McGee 15 | Rimbalzi | A. Bynum 12              |

| Arbitri: | Greg Willard David Jones Bill Kennedy |

|                        |          |                       |
| D. Gallinari 20        | Punti    | K. Bryant 22          |
| T. Lawson 6            | Assist   | K. Bryant, P. Gasol 6 |
| K. Faried, A. Miller 7 | Rimbalzi | J. Hill 11            |

| Arbitri: | Tony Brothers Joe Crawford Zach Zarba |

|               |          |                        |
| K. Bryant 43  | Punti    | A. Miller 24           |
| R. Sessions 6 | Assist   | T. Lawson, A. Miller 8 |
| A. Bynum 11   | Rimbalzi | J. McGee 14            |

| Arbitri: | Ken Mauer Ed Malloy Rodney Mott |

|                            |          |              |
| T. Lawson 32               | Punti    | K. Bryant 31 |
| D. Gallinari, A. Afflalo 7 | Assist   | K. Bryant 4  |
| K. Faried 11               | Rimbalzi | A. Bynum 16  |

| Arbitri: | Derrick Stafford Mike Callahan Bill Spooner |

|             |          |                             |
| P. Gasol 23 | Punti    | A. Harrington, T. Lawson 24 |
| K. Bryant 8 | Assist   | A. Miller 8                 |
| A. Bynum 18 | Rimbalzi | J. McGee 14                 |

PRECEDENTI IN REGULAR SEASON
| Regular Season 2011-12 | L.A. Lakers | 3 – 1                                                                           | Denver Nuggets | Referto 1 - Referto 2 - Referto 3 - Referto 4 |
| Los Angeles Lakers 92 Denver Nuggets 99 Denver Nuggets 89 Los Angeles Lakers 103 Punti 89 Denver Nuggets 90 Los Angeles Lakers 93 Los Angeles Lakers 97 Denver Nuggets |             |                                                                                 |                |                                               |
| |             |                                                                                 |                |                                               |
| Los Angeles Lakers 92 Denver Nuggets 99 Denver Nuggets 89 Los Angeles Lakers 103                                                                                       | Punti       | 89 Denver Nuggets 90 Los Angeles Lakers 93 Los Angeles Lakers 97 Denver Nuggets |                |                                               |

PRECEDENTI NEI PLAYOFF
|  | L.A. Lakers (1979, 1985, 1987, 2008, 2009) | 5 – 0 | Denver Nuggets |  |

#### (4) Memphis Grizzlies - (5) Los Angeles Clippers
RISULTATO FINALE: 3-4
| Arbitri: | Greg Willard Eric Lewis Tom Washington |

|               |          |             |
| R. Gay 19     | Punti    | N. Young 19 |
| M. Conley 8   | Assist   | C. Paul 11  |
| M. Speights 9 | Rimbalzi | R. Evans 13 |

| Arbitri: | Ken Mauer Ron Garretson Sean Wright |

|               |          |              |
| R. Gay 21     | Punti    | C. Paul 29   |
| M. Conley 6   | Assist   | C. Paul 6    |
| Z. Randolph 8 | Rimbalzi | B. Griffin 9 |

| Arbitri: | Derrick Stafford John Goble Rodney Mott |

|             |          |             |
| C. Paul 24  | Punti    | R. Gay 24   |
| C. Paul 11  | Assist   | M. Conley 8 |
| R. Evans 11 | Rimbalzi | M. Gasol 10 |

| Arbitri: | Mike Callahan James Capers Scott Wall |

|                       |          |               |
| B. Griffin 30         | Punti    | M. Conley 25  |
| B. Griffin, C. Paul 7 | Assist   | M. Conley 8   |
| C. Paul 9             | Rimbalzi | Z. Randolph 9 |

| Arbitri: | Scott Foster Bill Spooner Gary Zielinski |

|                |          |                |
| M. Gasol 23    | Punti    | M. Williams 20 |
| M. Conley 6    | Assist   | C. Paul 4      |
| Z. Randolph 10 | Rimbalzi | B. Griffin 11  |

| Arbitri: | Dan Crawford Marc Davis Jason Phillips |

|               |          |                |
| B. Griffin 15 | Punti    | M. Gasol 23    |
| C. Paul 7     | Assist   | M. Conley 9    |
| R. Evans 10   | Rimbalzi | Z. Randolph 15 |

| Arbitri: | Joey Crawford Bill Kennedy Monty McCutchen |

|                     |          |              |
| R. Gay, M. Gasol 19 | Punti    | C. Paul 19   |
| M. Conley 5         | Assist   | C. Paul 4    |
| Z. Randolph 12      | Rimbalzi | K. Martin 10 |

PRECEDENTI IN REGULAR SEASON
| Regular Season 2011-12 | Memphis Grizzlies | 1 – 2                                                             | L.A. Clippers | Referto 1 - Referto 2 - Referto 3 |
| Los Angeles Clippers 98 Los Angeles Clippers 101 Memphis Grizzlies 94 Punti 91 Memphis Grizzlies 85 Memphis Grizzlies 85 Los Angeles Clippers |                   |                                                                   |               |                                   |
| |                   |                                                                   |               |                                   |
| Los Angeles Clippers 98 Los Angeles Clippers 101 Memphis Grizzlies 94                                                                         | Punti             | 91 Memphis Grizzlies 85 Memphis Grizzlies 85 Los Angeles Clippers |               |                                   |

PRECEDENTI NEI PLAYOFF

Si è trattata della prima sfida tra le due squadre ai playoff.

### Semifinali

#### (1) San Antonio Spurs - (5) Los Angeles Clippers
RISULTATO FINALE: 4-0
| Arbitri: | Scott Foster Derrick Collins Ron Garretson |

|              |          |                         |
| T. Duncan 26 | Punti    | E. Bledsoe 23           |
| T. Parker 11 | Assist   | C. Paul 10              |
| B. Diaw 12   | Rimbalzi | B. Griffin, D. Jordan 9 |

| Arbitri: | Ken Mauer Ed Malloy Leon Wood |

|                          |          |               |
| T. Parker 22             | Punti    | B. Griffin 20 |
| E. Ginóbili, T. Parker 5 | Assist   | C. Paul 5     |
| T. Duncan, T. Parker 5   | Rimbalzi | D. Jordan 7   |

| Arbitri: | Derrick Stafford Tony Brothers Tom Washington |

|               |          |              |
| B. Griffin 28 | Punti    | T. Parker 23 |
| C. Paul 11    | Assist   | T. Parker 10 |
| B. Griffin 16 | Rimbalzi | T. Duncan 13 |

| Arbitri: | Joey Crawford James Capers Bill Spooner |

|             |          |              |
| C. Paul 23  | Punti    | T. Duncan 21 |
| C. Paul 11  | Assist   | T. Parker 5  |
| D. Jordan 8 | Rimbalzi | T. Duncan 9  |

PRECEDENTI IN REGULAR SEASON
| Regular Season 2011-12 | San Antonio Spurs | 2 – 1                                                                           | L.A. Clippers | Referto 1 - Referto 2 - Referto 3 |
| San Antonio Spurs 115 Los Angeles Clippers 100 San Antonio Spurs 108 Punti 90 Los Angeles Clippers 103 San Antonio Spurs (1 t.s.) 120 Los Angeles Clippers |                   |                                                                                 |               |                                   |
| |                   |                                                                                 |               |                                   |
| San Antonio Spurs 115 Los Angeles Clippers 100 San Antonio Spurs 108                                                                                       | Punti             | 90 Los Angeles Clippers 103 San Antonio Spurs (1 t.s.) 120 Los Angeles Clippers |               |                                   |

PRECEDENTI NEI PLAYOFF

Si è trattata della prima sfida tra le due squadre ai playoff.

#### (2) Oklahoma City Thunder - (3) Los Angeles Lakers
RISULTATO FINALE: 4-1
| Arbitri: | Greg Willard Tony Brothers David Guthrie |

|                 |          |                        |
| R. Westbrook 27 | Punti    | K. Bryant, A. Bynum 20 |
| R. Westbrook 9  | Assist   | S. Blake 4             |
| K. Durant 8     | Rimbalzi | A. Bynum 14            |

| Arbitri: | Monty McCutchen Rodney Mott Jason Phillips |

|              |          |                        |
| K. Durant 22 | Punti    | K. Bryant, A. Bynum 20 |
| K. Durant 5  | Assist   | K. Bryant 4            |
| K. Durant 7  | Rimbalzi | P. Gasol 11            |

| Arbitri: | Joey Crawford Marc Davis Zach Zarba |

|                       |          |                |
| K. Bryant 36          | Punti    | K. Durant 31   |
| A. Bynum, P. Gasol 6  | Assist   | T. Sefolosha 4 |
| A. Bynum, P. Gasol 11 | Rimbalzi | S. Ibaka 11    |

| Arbitri: | Dan Crawford Ron Garretson Ken Mauer |

|                          |          |                 |
| K. Bryant 38             | Punti    | R. Westbrook 37 |
| K. Bryant, R. Sessions 5 | Assist   | R. Westbrook 5  |
| A. Bynum 9               | Rimbalzi | K. Durant 13    |

| Arbitri: | Scott Foster John Goble Tom Washington |

|                                      |          |              |
| R. Westbrook 28                      | Punti    | K. Bryant 42 |
| K. Durant, J. Harden, R. Westbrook 4 | Assist   | M.W. Peace 5 |
| K. Perkins 11                        | Rimbalzi | P. Gasol 16  |

PRECEDENTI IN REGULAR SEASON
| Regular Season 2011-12 | Oklahoma Thunder | 2 – 1                                                                     | L.A. Lakers | Referto 1 - Referto 2 - Referto 3 |
| Oklahoma City Thunder 100 Los Angeles Lakers 93 (2 t.s.) Los Angeles Lakers 114 Punti 85 Los Angeles Lakers 102 Oklahoma City Thunder 106 Oklahoma City Thunder |                  |                                                                           |             |                                   |
| |                  |                                                                           |             |                                   |
| Oklahoma City Thunder 100 Los Angeles Lakers 93 (2 t.s.) Los Angeles Lakers 114                                                                                 | Punti            | 85 Los Angeles Lakers 102 Oklahoma City Thunder 106 Oklahoma City Thunder |             |                                   |

PRECEDENTI NEI PLAYOFF
|  | Oklahoma Thunder (1978, 1979) | 2 – 6 | L.A. Lakers (1980, 1987, 1989, 1995, 1998, 2010) |  |

### Finale

#### (1) San Antonio Spurs - (2) Oklahoma City Thunder
RISULTATO FINALE: 2-4
| Arbitri: | Joey Crawford Marc Davis Greg Willard |

|                |          |                |
| E. Ginóbili 26 | Punti    | K. Durant 27   |
| T. Parker 6    | Assist   | R. Westbrook 5 |
| T. Duncan 11   | Rimbalzi | K. Durant 10   |

| Arbitri: | Monty McCutchen Tony Brothers Ron Garretson |

|              |          |                |
| T. Parker 34 | Punti    | K. Durant 31   |
| T. Parker 8  | Assist   | R. Westbrook 8 |
| T. Duncan 12 | Rimbalzi | S. Ibaka 10    |

| Arbitri: | Dan Crawford Derrick Stafford Bill Spooner |

|                |          |                                     |
| K. Durant 22   | Punti    | T. Parker, S. Jackson 16            |
| R. Westbrook 9 | Assist   | G. Neal 5                           |
| K. Perkins 8   | Rimbalzi | K. Leonard, E. Ginóbili, D. Blair 6 |

| Arbitri: | Ken Mauer James Capers Ed Malloy |

|              |          |                          |
| K. Durant 36 | Punti    | T. Duncan 21             |
| K. Durant 8  | Assist   | E. Ginóbili, T. Parker 4 |
| K. Perkins 9 | Rimbalzi | K. Leonard 9             |

| Arbitri: | Mike Callahan Scott Foster Tom Washington |

|                |          |                 |
| E. Ginóbili 34 | Punti    | K. Durant 27    |
| E. Ginóbili 7  | Assist   | R. Westbrook 12 |
| T. Duncan 12   | Rimbalzi | K. Perkins 10   |

| Arbitri: | Joey Crawford Bill Kennedy Rodney Mott |

|                           |          |              |
| K. Durant 34              | Punti    | T. Parker 29 |
| K. Durant, R. Westbrook 5 | Assist   | T. Parker 12 |
| K. Durant 14              | Rimbalzi | T. Duncan 14 |

PRECEDENTI IN REGULAR SEASON
| Regular Season 2011-12 | San Antonio Spurs | 2 – 1                                                               | Oklahoma Thunder | Referto 1 - Referto 2 - Referto 3 |
| Oklahoma City Thunder 108 San Antonio Spurs 107 Oklahoma City Thunder 105 Punti 96 San Antonio Spurs 96 Oklahoma City Thunder 114 San Antonio Spurs |                   |                                                                     |                  |                                   |
| |                   |                                                                     |                  |                                   |
| Oklahoma City Thunder 108 San Antonio Spurs 107 Oklahoma City Thunder 105                                                                           | Punti             | 96 San Antonio Spurs 96 Oklahoma City Thunder 114 San Antonio Spurs |                  |                                   |

PRECEDENTI NEI PLAYOFF
|  | San Antonio Spurs (1982, 2002, 2005) | 3 – 0 | Oklahoma Thunder |  |

## NBA Finals 2012

### Oklahoma City Thunder - Miami Heat
RISULTATO FINALE
|  | Oklahoma Thunder | 1 – 4 | Miami Heat |  |

PRECEDENTI IN REGULAR SEASON
| Regular Season 2011-12                                                               | Oklahoma Thunder | 1 – 1                                  | Miami Heat | Referto 1 - Referto 2 |
| Oklahoma City Thunder 103 Miami Heat 98 Punti 87 Miami Heat 93 Oklahoma City Thunder |                  |                                        |            |                       |
|                                                                                      |                  |                                        |            |                       |
| Oklahoma City Thunder 103 Miami Heat 98                                              | Punti            | 87 Miami Heat 93 Oklahoma City Thunder |            |                       |

PRECEDENTI NEI PLAYOFF

Si è trattata della prima sfida tra le due squadre ai playoff.

#### Roster
| \| Pos. \| Num. \| Naz. \| Nome \| Altezza \| Peso \| Data nascita \| Provenienza \| \| ---- \| ---- \| ---- \| ------------------ \| ------- \| ------ \| ------------ \| ------------------------------------ \| \| C \| 45 \| \| Aldrich, Cole \| 211 cm \| 111 kg \| 31-10-1988 \| Kansas \| \| A \| 4 \| \| Collison, Nick \| 206 cm \| 116 kg \| 26-10-1980 \| Kansas \| \| G \| 14 \| \| Cook, Daequan \| 196 cm \| 93 kg \| 28-04-1987 \| Ohio State \| \| A \| 35 \| \| Durant, Kevin \| 206 cm \| 98 kg \| 29-09-1988 \| Texas \| \| G \| 37 \| \| Fisher, Derek \| 185 cm \| 95 kg \| 09-08-1974 \| Arkansas–Little Rock \| \| G \| 13 \| \| Harden, James \| 196 cm \| 100 kg \| 26-08-1989 \| Arizona State \| \| A \| 11 \| \| Hayward, Lazar \| 198 cm \| 102 kg \| 26-11-1986 \| Marquette \| \| A \| 9 \| \| Ibaka, Serge \| 208 cm \| 107 kg \| 18-09-1989 \| CB L'Hospitalet (Spain) \| \| G \| 7 \| \| Ivey, Royal \| 191 cm \| 91 kg \| 20-12-1981 \| Texas \| \| G \| 15 \| \| Jackson, Reggie \| 191 cm \| 94 kg \| 16-04-1990 \| Boston College \| \| G \| 6 \| \| Maynor, Eric \| 191 cm \| 79 kg \| 11-06-1987 \| Virginia Commonwealth \| \| C \| 8 \| \| Mohammed, Nazr \| 208 cm \| 100 kg \| 05-09-1977 \| Kentucky \| \| C \| 5 \| \| Perkins, Kendrick \| 208 cm \| 127 kg \| 10-11-1984 \| Ozen High School (Texas) \| \| G \| 2 \| \| Sefolosha, Thabo \| 196 cm \| 98 kg \| 02-05-1984 \| Edilnol Pallacanestro Biella (Italy) \| \| G \| 0 \| \| Westbrook, Russell \| 191 cm \| 85 kg \| 12-11-1988 \| UCLA \| | Allenatore - Scott Brooks Assistente/i - Maurice Cheeks (Vice-allenatore) - Rex Kalamian (Vice-allenatore) - Mark Bryant (Vice-allenatore) - Brian Keefe (Vice-allenatore) - Maz Trakh (Vice-allenatore per lo sviluppo dei giocatori) - Dwight Daub (Preparatore fisico) - Joe Sharpe (Preparatore atletico) Legenda - (C) Capitano - (FA) Free agent - (S) Sospeso - (TW) Contratto Two-way - (GL) Assegnato a squadra G League affiliata - Infortunato Roster • Transazioni · Ultima transazione: 24 giugno 2012 |                                               |                    |         |        |              |                                      |
| Pos. | Num. | Naz.                                          | Nome               | Altezza | Peso   | Data nascita | Provenienza                          |
| C | 45 | Stati Uniti (bandiera)                        | Aldrich, Cole      | 211 cm  | 111 kg | 31-10-1988   | Kansas                               |
| A | 4 | Stati Uniti (bandiera)                        | Collison, Nick     | 206 cm  | 116 kg | 26-10-1980   | Kansas                               |
| G | 14 | Stati Uniti (bandiera)                        | Cook, Daequan      | 196 cm  | 93 kg  | 28-04-1987   | Ohio State                           |
| A | 35 | Stati Uniti (bandiera)                        | Durant, Kevin      | 206 cm  | 98 kg  | 29-09-1988   | Texas                                |
| G | 37 | Stati Uniti (bandiera)                        | Fisher, Derek      | 185 cm  | 95 kg  | 09-08-1974   | Arkansas–Little Rock                 |
| G | 13 | Stati Uniti (bandiera)                        | Harden, James      | 196 cm  | 100 kg | 26-08-1989   | Arizona State                        |
| A | 11 | Stati Uniti (bandiera)                        | Hayward, Lazar     | 198 cm  | 102 kg | 26-11-1986   | Marquette                            |
| A | 9 | Spagna (bandiera) · Rep. del Congo (bandiera) | Ibaka, Serge       | 208 cm  | 107 kg | 18-09-1989   | CB L'Hospitalet (Spain)              |
| G | 7 | Stati Uniti (bandiera)                        | Ivey, Royal        | 191 cm  | 91 kg  | 20-12-1981   | Texas                                |
| G | 15 | Stati Uniti (bandiera)                        | Jackson, Reggie    | 191 cm  | 94 kg  | 16-04-1990   | Boston College                       |
| G | 6 | Stati Uniti (bandiera)                        | Maynor, Eric       | 191 cm  | 79 kg  | 11-06-1987   | Virginia Commonwealth                |
| C | 8 | Stati Uniti (bandiera)                        | Mohammed, Nazr     | 208 cm  | 100 kg | 05-09-1977   | Kentucky                             |
| C | 5 | Stati Uniti (bandiera)                        | Perkins, Kendrick  | 208 cm  | 127 kg | 10-11-1984   | Ozen High School (Texas)             |
| G | 2 | Svizzera (bandiera)                           | Sefolosha, Thabo   | 196 cm  | 98 kg  | 02-05-1984   | Edilnol Pallacanestro Biella (Italy) |
| G | 0 | Stati Uniti (bandiera)                        | Westbrook, Russell | 191 cm  | 85 kg  | 12-11-1988   | UCLA                                 |

| \| Pos. \| Num. \| Naz. \| Nome \| Altezza \| Peso \| Data nascita \| Provenienza \| \| ---- \| ---- \| ---- \| ----------------- \| ------- \| ------ \| ------------ \| --------------------------------------- \| \| C \| 50 \| \| Anthony, Joel \| 206 cm \| 111 kg \| 09-08-1982 \| UNLV \| \| A \| 31 \| \| Battier, Shane \| 203 cm \| 100 kg \| 09-09-1978 \| Duke \| \| A/C \| 1 \| \| Bosh, Chris \| 208 cm \| 103 kg \| 24-03-1984 \| Georgia Tech \| \| G \| 15 \| \| Chalmers, Mario \| 185 cm \| 86 kg \| 19-05-1986 \| Kansas \| \| G \| 30 \| \| Cole, Norris \| 188 cm \| 77 kg \| 13-10-1988 \| Cleveland State \| \| A \| 34 \| \| Curry, Eddy \| 213 cm \| 134 kg \| 05-12-1982 \| Thornwood High School (Illinois) \| \| C \| 32 \| \| Gladness, Mickell \| 211 cm \| 100 kg \| 26-07-1986 \| AAMU Bulldogs \| \| G \| 14 \| \| Harris, Terrel \| 195 cm \| 86 kg \| 10-08-1987 \| Oklahoma State \| \| A \| 40 \| \| Haslem, Udonis \| 203 cm \| 104 kg \| 09-06-1980 \| Florida \| \| A \| 5 \| \| Howard, Juwan \| 206 cm \| 109 kg \| 07-02-1973 \| Michigan \| \| A \| 6 \| \| James, LeBron \| 203 cm \| 109 kg \| 30-12-1984 \| St. Vincent St. Mary High School (Ohio) \| \| A \| 22 \| \| Jones, James \| 203 cm \| 102 kg \| 04-10-1980 \| Miami (FL) \| \| A \| 13 \| \| Miller, Mike \| 203 cm \| 99 kg \| 19-02-1980 \| Florida \| \| C \| 45 \| \| Pittman, Dexter \| 211 cm \| 140 kg \| 02-03-1988 \| Texas \| \| A \| 21 \| \| Turiaf, Ronny \| 208 cm \| 112 kg \| 13-01-1983 \| Gonzaga \| \| G \| 3 \| \| Wade, Dwyane \| 193 cm \| 96 kg \| 17-01-1982 \| Marquette \| | Allenatore - Erik Spoelstra Assistente/i - Bob McAdoo (Vice-allenatore) - Keith Askins (Vice-allenatore) - Ron Rothstein (Vice-allenatore) - David Fizdale (Vice-allenatore) - Chad Kammerer (Vice-allenatore) - Octavio De La Grana (Vice-allenatore/scout) - Bill Foran (Preparatore fisico) - Jay Sabol (Preparatore atletico) - Rey Jaffet (Assistente preparatore) - David Parks (Assistente preparatore) Legenda - (C) Capitano - (FA) Free agent - (S) Sospeso - (TW) Contratto Two-way - (GL) Assegnato a squadra G League affiliata - Infortunato Roster • Transazioni · Ultima transazione: 30 giugno 2012 |                        |                   |         |        |              |                                         |
| Pos. | Num. | Naz.                   | Nome              | Altezza | Peso   | Data nascita | Provenienza                             |
| C | 50 | Canada (bandiera)      | Anthony, Joel     | 206 cm  | 111 kg | 09-08-1982   | UNLV                                    |
| A | 31 | Stati Uniti (bandiera) | Battier, Shane    | 203 cm  | 100 kg | 09-09-1978   | Duke                                    |
| A/C | 1 | Stati Uniti (bandiera) | Bosh, Chris       | 208 cm  | 103 kg | 24-03-1984   | Georgia Tech                            |
| G | 15 | Stati Uniti (bandiera) | Chalmers, Mario   | 185 cm  | 86 kg  | 19-05-1986   | Kansas                                  |
| G | 30 | Stati Uniti (bandiera) | Cole, Norris      | 188 cm  | 77 kg  | 13-10-1988   | Cleveland State                         |
| A | 34 | Stati Uniti (bandiera) | Curry, Eddy       | 213 cm  | 134 kg | 05-12-1982   | Thornwood High School (Illinois)        |
| C | 32 | Stati Uniti (bandiera) | Gladness, Mickell | 211 cm  | 100 kg | 26-07-1986   | AAMU Bulldogs                           |
| G | 14 | Stati Uniti (bandiera) | Harris, Terrel    | 195 cm  | 86 kg  | 10-08-1987   | Oklahoma State                          |
| A | 40 | Stati Uniti (bandiera) | Haslem, Udonis    | 203 cm  | 104 kg | 09-06-1980   | Florida                                 |
| A | 5 | Stati Uniti (bandiera) | Howard, Juwan     | 206 cm  | 109 kg | 07-02-1973   | Michigan                                |
| A | 6 | Stati Uniti (bandiera) | James, LeBron     | 203 cm  | 109 kg | 30-12-1984   | St. Vincent St. Mary High School (Ohio) |
| A | 22 | Stati Uniti (bandiera) | Jones, James      | 203 cm  | 102 kg | 04-10-1980   | Miami (FL)                              |
| A | 13 | Stati Uniti (bandiera) | Miller, Mike      | 203 cm  | 99 kg  | 19-02-1980   | Florida                                 |
| C | 45 | Stati Uniti (bandiera) | Pittman, Dexter   | 211 cm  | 140 kg | 02-03-1988   | Texas                                   |
| A | 21 | Francia (bandiera)     | Turiaf, Ronny     | 208 cm  | 112 kg | 13-01-1983   | Gonzaga                                 |
| G | 3 | Stati Uniti (bandiera) | Wade, Dwyane      | 193 cm  | 96 kg  | 17-01-1982   | Marquette                               |

#### Risultati
| Arbitri: | Monty McCutchen Derrick Stafford Ed Malloy |

|                                                                               |            |                                                                |
| K. Durant 36                                                                  | Punti      | L. James 30                                                    |
| R. Westbrook 11                                                               | Assist     | D. Wade 8                                                      |
| N. Collison 10                                                                | Rimbalzi   | U. Haslem 11                                                   |
| Durant, Ibaka, Perkins, Sefolosha, Westbrook (Collison, Cook, Fisher, Harden) | Formazioni | Battier, Chalmers, Haslem, James, Wade (Anthony, Bosh, Miller) |

| Arbitri: | Dan Crawford Tony Brothers Tom Washington |

|                                                                                   |            |                                                                    |
| K. Durant 32                                                                      | Punti      | L. James 32                                                        |
| R. Westbrook 7                                                                    | Assist     | L. James, D. Wade 5                                                |
| K. Perkins, R. Westbrook 8                                                        | Rimbalzi   | C. Bosh 15                                                         |
| Durant, Ibaka, Perkins, Sefolosha, Westbrook (Collison, Fisher, Harden, Mohammed) | Formazioni | Battier, Bosh, Chalmers, James, Wade (Cole, Haslem, Jones, Miller) |

| Arbitri: | Joey Crawford James Capers Ken Mauer |

|                                                                    |            |                                                                               |
| L. James 29                                                        | Punti      | K. Durant 25                                                                  |
| D. Wade 7                                                          | Assist     | J. Harden 6                                                                   |
| L. James 14                                                        | Rimbalzi   | K. Perkins 12                                                                 |
| Battier, Bosh, Chalmers, James, Wade (Cole, Haslem, Jones, Miller) | Formazioni | Durant, Ibaka, Perkins, Sefolosha, Westbrook (Collison, Cook, Fisher, Harden) |

| Arbitri: | Scott Foster Mike Callahan Bill Kennedy |

|                                                                    |            |                                                                         |
| L. James 26                                                        | Punti      | R. Westbrook 43                                                         |
| L. James 12                                                        | Assist     | R. Westbrook 5                                                          |
| C. Bosh, L. James 9                                                | Rimbalzi   | J. Harden 10                                                            |
| Battier, Bosh, Chalmers, James, Wade (Cole, Haslem, Jones, Miller) | Formazioni | Durant, Ibaka, Perkins, Sefolosha, Westbrook (Collison, Fisher, Harden) |

| Arbitri: | Dan Crawford Monty McCutchen Derrick Stafford |

|                                                                                            |            | |
| L. James 26                                                                                | Punti      | K. Durant 32                                                                                          |
| L. James 13                                                                                | Assist     | R. Westbrook 6                                                                                        |
| L. James 11                                                                                | Rimbalzi   | K. Durant 11                                                                                          |
| Battier, Chalmers, Bosh, James, Wade (Cole, Harris, Haslem, Howard, Jones, Miller, Turiaf) | Formazioni | Durant, Ibaka, Perkins, Sefolosha, Westbrook (Aldrich, Collison, Cook, Fisher, Harden, Hayward, Ivey) |

| Campione NBA 2012    |
| -------------------- |
| Miami Heat 2º titolo |

#### Hall of famer
| NBA Finals      | Atleta         | Squadra          | Anno |           |
| --------------- | -------------- | ---------------- | ---- | --------- |
| Vice-allenatore | Maurice Cheeks | Oklahoma Thunder | 2018 | Giocatore |
| Giocatore       | Chris Bosh     | Miami Heat       | 2021 | Giocatore |
| Giocatore       | Dwyane Wade    | Miami Heat       | 2023 | Giocatore |
| Vice-allenatore | Bob McAdoo     | Miami Heat       | 2000 | Giocatore |

#### MVP delle Finali
- #6 LeBron James, Miami Heat.

## Squadra vincitrice

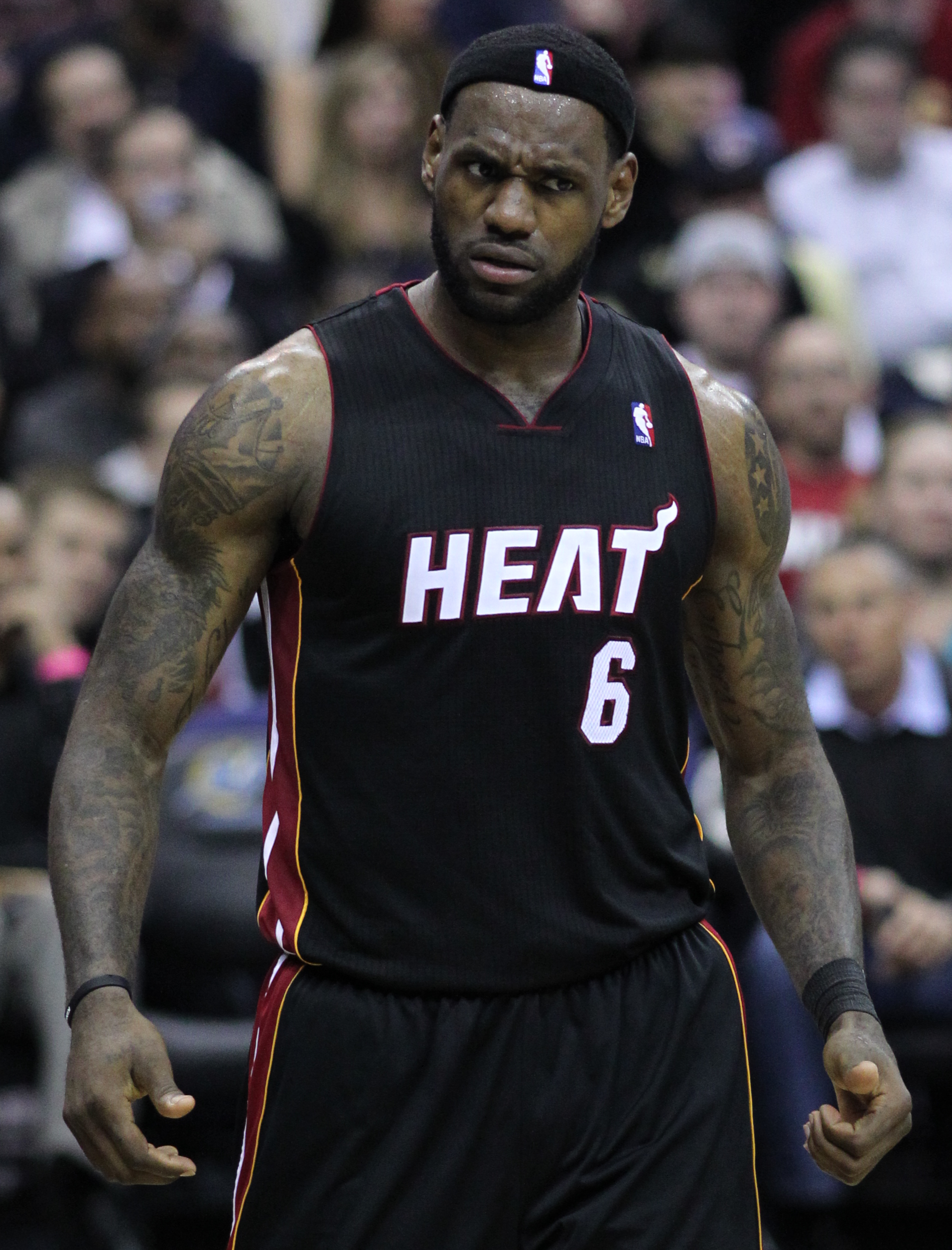
1. 6 LeBron James, Miami Heat.

| N° | Naz.                   | Ruolo | Sportivo         | Anno | Alt. | Peso |
| -- | ---------------------- | ----- | ---------------- | ---- | ---- | ---- |
| 1  | Stati Uniti (bandiera) | AC    | Chris Bosh       | 1984 | 208  | 103  |
| 3  | Stati Uniti (bandiera) | G     | Dwyane Wade      | 1982 | 193  | 96   |
| 5  | Stati Uniti (bandiera) | A     | Juwan Howard     | 1973 | 206  | 109  |
| 6  | Stati Uniti (bandiera) | A     | LeBron James     | 1984 | 203  | 109  |
| 13 | Stati Uniti (bandiera) | A     | Mike Miller      | 1980 | 203  | 99   |
| 14 | Stati Uniti (bandiera) | G     | Terrel Harris    | 1987 | 195  | 86   |
| 15 | Stati Uniti (bandiera) | G     | Mario Chalmers   | 1986 | 185  | 86   |
| 21 | Francia (bandiera)     | A     | Ronny Turiaf     | 1983 | 208  | 112  |
| 22 | Stati Uniti (bandiera) | A     | James Jones      | 1980 | 203  | 102  |
| 30 | Stati Uniti (bandiera) | G     | Norris Cole      | 1988 | 188  | 77   |
| 31 | Stati Uniti (bandiera) | A     | Shane Battier    | 1978 | 203  | 100  |
| 32 | Stati Uniti (bandiera) | C     | Mickell Gladness | 1986 | 211  | 100  |
| 34 | Stati Uniti (bandiera) | A     | Eddy Curry       | 1982 | 213  | 134  |
| 40 | Stati Uniti (bandiera) | A     | Udonis Haslem    | 1980 | 203  | 104  |
| 45 | Stati Uniti (bandiera) | C     | Dexter Pittman   | 1988 | 211  | 140  |
| 50 | Canada (bandiera)      | C     | Joel Anthony     | 1982 | 206  | 111  |

## Statistiche
Statistiche aggiornate al 22 giugno 2012.

### Statistiche totali
| Pos. | Punti             | Tot. |
| ---- | ----------------- | ---- |
| 1.   | LeBron James      | 671  |
| 2.   | Kevin Durant      | 538  |
| 3.   | Dwyane Wade       | 505  |
| 4.   | Russell Westbrook | 442  |
| 5.   | Kevin Garnett     | 384  |

| Pos. | Rimbalzi      | Tot. |
| ---- | ------------- | ---- |
| 1.   | LeBron James  | 213  |
| 2.   | Kevin Garnett | 206  |
| 3.   | Udonis Haslem | 140  |
| 3.   | Kevin Durant  | 137  |
| 5.   | Andrew Bynum  | 133  |

| Pos. | Assist            | Tot. |
| ---- | ----------------- | ---- |
| 1.   | Rajon Rondo       | 227  |
| 2.   | LeBron James      | 116  |
| 3.   | Russell Westbrook | 111  |
| 4.   | Dwyane Wade       | 97   |
| 5.   | Tony Parker       | 95   |

| Pos. | Palle perse  | Tot. |
| ---- | ------------ | ---- |
| 1.   | LeBron James | 75   |
| 2.   | Rajon Rondo  | 72   |
| 3.   | Dwyane Wade  | 67   |
| 4.   | Paul Pierce  | 56   |
| 4.   | Kevin Durant | 56   |

| Pos. | Stoppate      | Tot. |
| ---- | ------------- | ---- |
| 1.   | Serge Ibaka   | 57   |
| 2.   | Andrew Bynum  | 37   |
| 3.   | Roy Hibbert   | 34   |
| 4.   | Kevin Garnett | 29   |
| 4.   | Tim Duncan    | 29   |

| Pos. | Minuti giocati | Tot. |
| ---- | -------------- | ---- |
| 1.   | LeBron James   | 939  |
| 2.   | Dwyane Wade    | 872  |
| 3.   | Rajon Rondo    | 810  |
| 4.   | Kevin Durant   | 794  |
| 5.   | Mario Chalmers | 785  |

| Pos. | Palle rubate    | Tot. |
| ---- | --------------- | ---- |
| 1.   | Rajon Rondo     | 45   |
| 2.   | LeBron James    | 42   |
| 3.   | Dwyane Wade     | 37   |
| 4.   | Paul Pierce     | 30   |
| 4.   | Thabo Sefolosha | 30   |
| 4.   | Chris Paul      | 30   |

| Pos. | Falli commessi | Tot. |
| ---- | -------------- | ---- |
| 1.   | Paul Pierce    | 68   |
| 2.   | Mario Chalmers | 66   |
| 3.   | Shane Battier  | 65   |
| 3.   | James Harden   | 65   |
| 5.   | Dwyane Wade    | 61   |

### Statistiche a partita
| Pos. | Punti           | P.ti/p. |
| ---- | --------------- | ------- |
| 1.   | LeBron James    | 30,5    |
| 2.   | Kobe Bryant     | 30      |
| 3.   | Kevin Durant    | 28,3    |
| 4.   | Carmelo Anthony | 27,8    |
| 5.   | Dirk Nowitzki   | 26,8    |

| Pos. | Rimbalzi       | Rimb./p. |
| ---- | -------------- | -------- |
| 1.   | Josh Smith     | 13,6     |
| 2.   | Roy Hibbert    | 11,2     |
| 3.   | Andrew Bynum   | 11,1     |
| 4.   | Kevin Garnett  | 10,3     |
| 5.   | Kenneth Faried | 10       |

| Pos. | Assist        | Ass./p. |
| ---- | ------------- | ------- |
| 1.   | Rajon Rondo   | 11,9    |
| 2.   | Chris Paul    | 7,9     |
| 3.   | Mike Conley   | 7,1     |
| 4.   | Tony Parker   | 6,8     |
| 5.   | Jameer Nelson | 6,6     |

| Pos. | Palle rubate      | Rub./p. |
| ---- | ----------------- | ------- |
| 1.   | Jason Kidd        | 3       |
| 2.   | Chris Paul        | 2,7     |
| 3.   | Rajon Rondo       | 2,4     |
| 4.   | Metta World Peace | 2,2     |
| 5.   | LeBron James      | 1,9     |

| Pos. | Stoppate     | St./p. |
| ---- | ------------ | ------ |
| 1.   | JaVale McGee | 3,1    |
| 1.   | Roy Hibbert  | 3,1    |
| 1.   | Andrew Bynum | 3,1    |
| 4.   | Serge Ibaka  | 3      |
| 5.   | Paul Millsap | 2,5    |

| Pos. | Minuti giocati  | Min./p. |
| ---- | --------------- | ------- |
| 1.   | LeBron James    | 42,7    |
| 1.   | Rajon Rondo     | 42,6    |
| 3.   | Kevin Durant    | 41,8    |
| 4.   | Carmelo Anthony | 40,8    |
| 5.   | Joe Johnson     | 40,5    |